# 罗图马岛

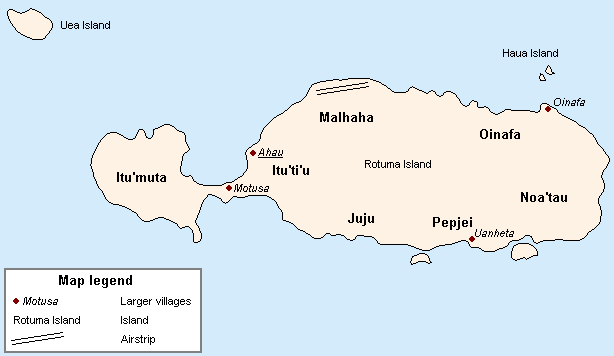

羅圖馬島是斐濟属地罗图马的主要島嶼，位於維提島以北約570公里的太平洋海域，土地面積約44平方公里，罗图马岛全島长13公里（8.1 英里），宽4公里（2.5 英里），陆地面积约为47平方公里（12000英亩），人口約2000。